# Дворецький
Дворецький — старший лакей, голова хатнього господарства в багатих людей. У великих маєтках, де управління господарством може бути розділено між кількома особами, дворецький відповідає за їдальню, винний погріб і буфетну. Може також повністю відповідати за парадну частину дому, у той час як решта господарства перебуває у віданні економки.

## Історія
У Московській державі і Великому князівстві Литовському дворецьким (двірським) називали голову адміністрації князів і царів. До початку XVI ст. дворецький відав збором податків і виконанням судових вироків. До 1646 року в Московській державі був один дворецький, надалі це звання носили водночас дванадцять бояр. Поступово посада перетворилася на почесний титул.
З XVIII ст. у Російській імперії дворецьким стали звати старшого лакея в багатих дворянських домах.

## Сучасні дворецькі
Попит на дворецьких значно виріс з кінця 1980-х по всьому світу. Як зазначає заступник голови Міжнародної гільдії професійних дворецьких Чарлз Макферсон (англ. Charles MacPherson), причиною тому є збільшення числа мільйонерів і мільярдерів, які потребують допомоги в управлінні обширним хатнім господарством. Зокрема, за словами Макферсона, виросло число багатих людей у Китаї, що створило великий попит на дворецьких, що пройшли навчання відповідно до європейських традицій.
Виріс попит на таких спеціалістів і в інших азійських країнах, зокрема, в Індії, а також в нафтовидобувних країнах Близького Сходу.
У Великій Британії на 2007 рік число дворецьких збільшилось до 5 000 осіб.